# Marie af Orléans (1813-1839)
 For alternative betydninger, se Marie af Orléans. (Se også artikler, som begynder med Marie af Orléans)
Marie af Orléans, hertuginde af Württemberg (fransk: Marie Christine Caroline Adélaide Françoise Léopoldine d'Orléans) (født 12. april 1813 i Palermo, Kongeriget Sicilien – død 6. januar 1839 i Pisa, Storhertugdømmet Toscana var en fransk prinsesse, der blev en titulær tysk hertuginde. Mens var hun ugift, var hun kendt som Mademoiselle de Valois.
Hun var den næstældste datter og tredje ældste barn af kong Ludvig-Filip af Frankrig.
I 1891–1917 var hendes søn tronfølger i Württemberg. I 1917–1918 var en sønnesøn tronfølger. Fra 1921 er hendes efterkommere tronprætendenter i Württemberg. En anden gren af hendes efterkommere står til at blive orléanistiske tronprætendenter i Frankrig.

## Forfædre
Marie af Orléans var søster til bl.a. Louise af Orléans (gift med Leopold 1. af Belgien og mor til Leopold 2. af Belgien) og Clémentine af Orléans (mor til Ferdinand 1. af Bulgarien)
Marie af Orléans var datter af kong Ludvig-Filip af Frankrig, sønnedatter af hertug Ludvig Filip af Orléans (Philippe Égalité) samt datterdatter af Ferdinand 1. af Begge Sicilier og Maria Karolina af Østrig.
Hun var oldedatter af Ludvig Filip 1. af Orléans, Karl 3. af Spanien, den tysk-romerske kejser Frans 1. Stefan og kejserinde Maria Theresia af Østrig.

## Familie
Marie af Orléans var gift med Alexander af Württemberg (1804–1881).
I deres korte ægteskab nåede Marie og Alexander at få én søn, som morfaderen og mormoderen opdrog i deres (og moderens) katolske tro. Derved blev den katolske linje af Huset Württemberg grundlagt. Siden 1921 tilhører Württembergs tronprætendenter den katolske linje.
Marie af Orléans's tipoldedatter (Marie-Thérèse af Württemberg, hertuginde af Montpensier (født 1934)) har været gift med den nuværende orléanistiske tronprætendent. Marie-Thérèse er mor til én af de titulære franske tronfølgere.